# Baltic League 2013
La Baltic League 2013 è stata la 3ª edizione dell'omonimo torneo di football americano.
Ha avuto inizio il 1º giugno e si è conclusa il 31 agosto con la finale vinta per 13-0 dagli estoni Tartu Titans sui lettoni Riga Mad Dogs.

## Squadre partecipanti
| Club            | Città  | Stadio | Sponsor ufficiale | Risultato nella stagione 2013 |
| --------------- | ------ | ------ | ----------------- | ----------------------------- |
| Riga Mad Dogs   | Riga   |        |                   |                               |
| Saldus Warriors | Saldus |        |                   |                               |
| Tartu Titans    | Tartu  |        |                   |                               |

## Stagione regolare

### Calendario

#### 1ª giornata
| 1º giugno 2013 | Riga Mad Dogs | 0 – 6 | Tartu Titans |  |

#### 2ª giornata
| 8 giugno 2013 | Tartu Titans | 40 – 7 | Saldus Warriors |  |

#### 3ª giornata
| 22 giugno 2013 | Saldus Warriors | 0 – 44 | Riga Mad Dogs |  |

#### 4ª giornata
| 13 luglio 2013 | Tartu Titans | 14 – 28 | Riga Mad Dogs |  |

#### 5ª giornata
| 27 luglio 2013 | Saldus Warriors | 24 – 20 | Tartu Titans |  |

#### 6ª giornata
| 10 agosto 2013 | Riga Mad Dogs | 44 – 0 | Saldus Warriors |  |

### Classifica
La classifica della regular season è la seguente:
- PCT = percentuale di vittorie, G = partite giocate, V = partite vinte, P = partite perse, PF = punti fatti, PS = punti subiti

| Pos. | Squadra         | PCT   | G | V | P | PF  | PS  |
| ---- | --------------- | ----- | - | - | - | --- | --- |
| 1    | Riga Mad Dogs   | 0.750 | 4 | 3 | 1 | 116 | 20  |
| 2    | Tartu Titans    | 0.500 | 4 | 2 | 2 | 80  | 59  |
| 3    | Saldus Warriors | 0.250 | 4 | 1 | 3 | 31  | 148 |

## Finale
| 31 agosto 2013 | Riga Mad Dogs | 0 – 13 | Tartu Titans |  |

## Verdetti
- Tartu Titans Campioni Baltic League 2013